# 香港內河碼頭

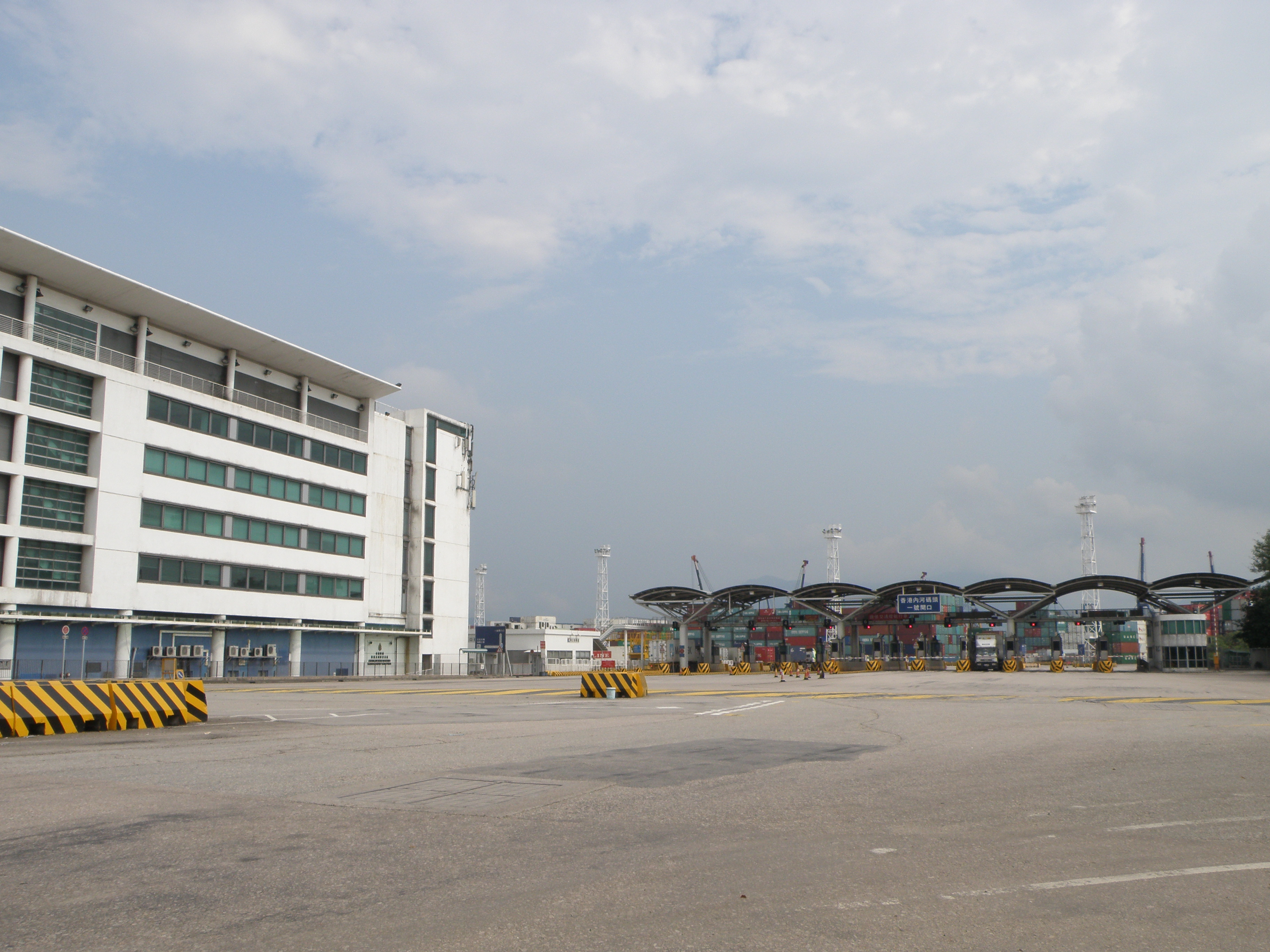
香港內河碼頭

香港內河碼頭有限公司（英語：River Trade Terminal Company Limited），簡稱內河碼頭（英語：River Trade Terminal），是香港首個為內河貨運而興建之碼頭，位於新界屯門望石龍門路201號。
公司在1996年成立，碼頭則在1999年完工，佔地65公頃，由梁栢濤建築師及城市規劃師設計。靠泊碼頭總長度達3000米，共60個泊位。該碼頭為往來珠江三角洲及香港間的貨櫃及散裝貨物提供全面處理及存倉服務。公司股東是長江和記實業及新鴻基地產。

## 服務
- 岸邊貨櫃處理，以及大型堆儲存服務
- 政府認可的危險品及應課稅物品儲存服務
- 設備齊全的散貨倉，提供處理集裝箱裝拆及貨物倉儲服務
- 冷藏箱儲存
- 貨櫃維修及保養
- 駁船服務，連接內河碼頭與葵青貨櫃碼頭[3]

## 公共交通
港鐵巴士K52線巴士是前往碼頭的唯一公共交通工具。

## 連結
- 香港內河碼頭有限公司 （页面存档备份，存于）